# Xenohyla truncata
Xenohyla truncata – gatunek płaza bezogonowego z rodziny rzekotkowatych (Hylidae), charakteryzujący się unikalną dla płazów częściowo roślinną dietą. Charakteryzuje się pulchnym ciałem o czerwonobrązowej barwie. Występuje endemicznie w brazylijskim stanie Rio de Janeiro, w którym zasiedla rośliny bromeliowate, wchodzące w skład porastającej pas wydm nadmorskich restingi. Jest jednym z bardzo niewielu gatunków płazów, u których dorosłe osobniki odżywiają się pokarmem roślinnym – w tym wypadku owocami; X. truncata bierze również udział w rozsiewie niektórych gatunków roślin. Część jego diety stanowią również bezkręgowce, zasiedlające zazwyczaj rośliny bromeliowate. Gatunek narażony (VU) w związku z niewielkim zasięgiem występowania (7435 km²) oraz utratą i degradacją jego siedlisk.

## Wygląd
Ciało pulchne z małą głową i spiczastym pyskiem. Ubarwienie jednolicie czerwonobrązowe, tęczówka czerwona. Palce u stóp i dłoni zakończone przylgami. 

## Zasięg występowania, habitat i zachowania
Występuje jedynie w brazylijskim stanie Rio de Janeiro, do wysokości bezwzględnej 60 m n.p.m. Południową granicę jego występowania określa wyspa Ilha da Marambaia, a północną stan Espirito Santo. Zasiedla roślinność pasa wydm nadmorskich, zwaną restingą, w której spotkać można go na roślinach bromeliowatych (szczególnie w Neoregelia cruenta). Podczas ataku drapieżnika rozciąga nogi na boki oraz nadyma się, wciągając powietrze do płuc, dzięki czemu przybiera kształt utrudniający napastnikowi połknięcie ofiary. Rozmnaża się w okresowych zbiornikach wodnych utworzonych przez opady deszczu.

## Dieta
Dieta dorosłych osobników X. truncata jest wyjątkowa wśród płazów, jako że składa się objętościowo w 2/3 z owoców, szczególnie w porze deszczowej, kiedy wiele gatunków roślin owocuje. Wedle danych z 2011 roku jest jednym z dwóch gatunków płazów bezogonowych (obok Euphlyctis hexadactyla), u których dieta dorosłych osobników składa się choć częściowo z roślin. Płaz ten połyka w całości owoce o długości 3–10 mm należące do roślin takich jak Anthurium harrisii czy Erythroxylum ovalifolium. X. truncata prawdopodobnie używa zmysłu wzroku (a dokładnie zdolności postrzegania barw) w celu zlokalizowania owoców. Nasiona nie są trawione, a po wydaleniu kiełkują, co sugeruje, że płaz ten odgrywa ważną rolę w ich rozsiewaniu. Ponadto X. truncata żywi się również bezkręgowcami takimi jak mrówki, prostoskrzydłe, karaczany czy pająki. Większość bezkręgowców w diecie X. truncata zasiedla bromelie, jednakowoż płazy te mogą również opuszczać te rośliny, żeby udawać się na żerowanie. Odnotowano sezonową zmienność w proporcjonalnym udziale bezkręgowców i owoców w diecie.

## Status
W Czerwonej księdze gatunków zagrożonych IUCN Xenohyla truncata od 2023 roku klasyfikowany jest jako gatunek narażony (VU, ang. Vulnerable); wcześniej, od 2004 roku uznawano go za gatunek bliski zagrożenia (NT, ang. Near Threatened).
Gatunek ma niewielki zasięg występowania (szacowany na 7435 km²), a liczebność jego populacji spada wskutek utraty, fragmentacji i degradacji siedlisk. Zagraża mu głównie niszczenie restingi, a także rozwój infrastruktury oraz zmiany klimatu.